# Зварич Михайло Миколайович
Михайло Миколайович Зварич (нар. 23 листопада 1992) — український футзаліст, гравець збірної України та львівської «Енергії». Майстер спорту України.

## Життєпис
Народився 23 листопада 1992 року. Вихованець Дрогобицької ДЮСШ. В дитячо-юнацькій футбольній лізі (ДЮФЛ) виступав за луцьку «Волинь» та моршинську «Скалу». У 2009 році почав виступати за «Каменяр-Термопласт», який виступав у Першій футзальній лізі України. У 2012 році підписав контракт із івано-франківським «Ураганом», але в основу потрапив не зразу. Перші два сезони виступав за дубль прикарпатців,де був капітаном команди, забивши за цей час 23 м'ячі в 33 матчах чемпіонату в Першій лізі. Дебютував за основний склад «Урагану» 6 вересня 2014 року у домашній грі проти хмельницького «Спортлідера+». Першим офіційним голом за клуб відзначився через тиждень у виїзній зустрічі проти «СумДу», записавши на свій рахунок дубль. За підсумками сезону 2014/15 визнаний кращим гравцем команди за версією уболівальників. За 4 сезони у футболці НФК «Ураган» зіграв за прикарпатців 83 матчі в Екстра-лізі, в яких забив 37 м'ячів. 
У червні 2018 разом із Петром Шотурмою та Ігорем Корсуном перейшов до херсонського «Продексіма» . Упродовж чотирьох сезонів кар'єри у Херсоні двічі ставав чемпіоном України, здобув Кубок та Суперкубок України. Разом із Михайлом Волянюком ділить перше-друге місце в історії «Продексіма» за забитими м'ячами в Екстра-лізі - 54 влучних удари. 
17 серпня 2022 року підписав контракт із львівською «Енергіією». Перший м'яч за нову команду забив 16 грудня того ж року у домашній грі проти «Черкасиобленерго» (4:1), у підсумку записавши на свій рахунок дубль.  
| Сезон                           | Команда                         | Турнір                          | М  | Г  |
| ------------------------------- | ------------------------------- | ------------------------------- | -- | -- |
| 2009/10                         | «Каменяр-Термопласт»            | Перша ліга                      | 1  | 0  |
| 2010/11                         | «Каменяр-Термопласт»            | Перша ліга                      | 14 | 2  |
| Усього за «Каменяр-Термопласт», | Усього за «Каменяр-Термопласт», | Усього за «Каменяр-Термопласт», | 15 | 2  |
| 2012/13                         | «Ураган-2»                      | Перша ліга                      | 17 | 4  |
| 2013/14                         | «Ураган-2»                      | Перша ліга                      | 16 | 19 |
| Усього за «Ураган-2»            | Усього за «Ураган-2»            | Усього за «Ураган-2»            | 33 | 23 |
| 2014/15                         | «Ураган»                        | Екстра-ліга                     | 27 | 17 |
| 2015/16                         | «Ураган»                        | Екстра-ліга                     | 17 | 10 |
| 2016/17                         | «Ураган»                        | Екстра-ліга                     | 19 | 7  |
| 2017/18                         | «Ураган»                        | Екстра-ліга                     | 20 | 3  |
| Усього за «Ураган»              | Усього за «Ураган»              | Усього за «Ураган»              | 83 | 37 |
| 2018/19                         | «Продексім»                     | Екстра-ліга                     | 23 | 14 |
| 2019/20                         | «Продексім»                     | Екстра-ліга                     | 16 | 13 |
| 2020/21                         | «Продексім»                     | Екстра-ліга                     | 27 | 17 |
| 2021/22                         | «Продексім»                     | Екстра-ліга                     | 17 | 10 |
| Усього за «Продексім»           | Усього за «Продексім»           | Усього за «Продексім»           | 83 | 54 |
| 2022/23                         | «Енергія»                       | Екстра-ліга                     | 29 | 6  |
| 2023/24                         | «Енергія»                       | Екстра-ліга                     | 38 | 15 |
| 2024/25                         | «Енергія»                       | Екстра-ліга                     | 27 | 10 |
| Усього за «Енергію»             | Усього за «Енергію»             | Усього за «Енергію»             | 94 | 31 |

Екстра-ліга: 260матчів - 122 гола
Перша ліга: 48 матчів - 25 голів

## Збірна України
За національну збірну України дебютував 2 грудня 2016 року у грі проти збірної В'єтнаму (3:1) на міжнародному турнірі CFA International Futsal Tournament 2016. Перший гол за збірну забив наступного ігрового дня у ворота збірної Китаю (5:0). Був учасником Чемпіонату Європи по футзалу 2022 року (6 матчів - 4 м'ячі). На ЧС-2024 разом із збірною здобув бронзові нагороди турніру (6 ігор - 4 голи). Станом на 16 квітня 2025 року провів за національну збірну з футзалу 70 матчів і відзначився 30 влучними ударами.
| Рік   | М  | Г  |
| ----- | -- | -- |
| 2016  | 2  | 2  |
| 2017  | 3  | 0  |
| 2018  | 0  | 0  |
| 2019  | 8  | 3  |
| 2020  | 7  | 5  |
| 2021  | 9  | 6  |
| 2022  | 11 | 4  |
| 2023  | 8  | 0  |
| 2024  | 18 | 9  |
| Разом | 66 | 29 |

## Досягнення
- Чемпіон України (2): 2018/19, 2019/20
- Володар Кубка України (1): 2020/21
- Володар Суперкубка України (1): 2021
- Бронзовий призер ЧС-2024
- Переможець міжнародного турніру CFA International Futsal Tournament 2016